# Bellator 65
 Bellator LXV  foi um evento de artes marciais mistas organizado pelo Bellator Fighting Championships, ocorrido em 13 de abril de 2012 em Boardwalk Hall em Atlantic City, New Jersey. O evento foi transmitido ao vivo na MTV2.

## Background
O Campeão Peso Pesado do Bellator Cole Konrad era esperado para defender seu título contra Eric Prindle nesse evento. A luta, porém, foi movida para o Bellator 70.